# 1896 az irodalomban
Az 1896. év az irodalomban.

## Megjelent új művek

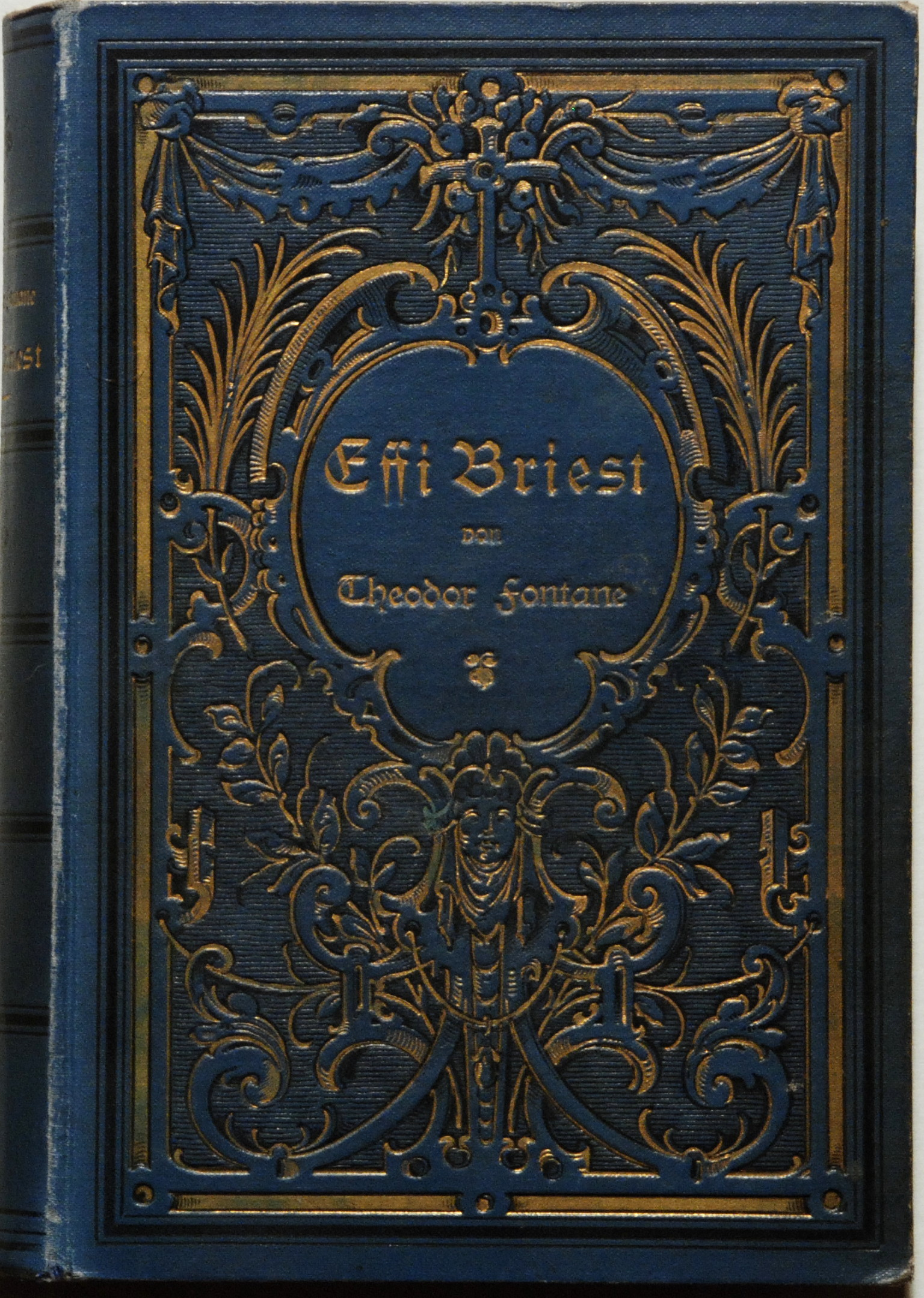
Effi Briest (1896)

- Joseph Conrad regénye: An Outcast of the Islands (A szigetek száműzöttje)
- Anton Csehov elbeszélései:
  - Életem (Моя жизнь)
  - A mezzaninos ház (Дом с мезонином)
- Theodor Fontane regénye, az Effi Briest első kiadása könyv formában (a folytatásos közlés befejeztével)
- Henryk Sienkiewicz történelmi regénye könyv alakban: Quo vadis
- Mark Twain regénye: Tom Sawyer, a detektív (Tom Sawyer, Detective)
- Jules Verne-regények:
  - A francia zászló (Face au drapeau)
  - Clovis Dandentor (Clovis Dardentor)
- Eduard Vilde  észt író regénye: Külmale maale (Hideg vidék)
- H. G. Wells: Doktor Moreau szigete (The Island of Doctor Moreau), sci-fi

### Költészet
- Detlev von Liliencron német költő, író elbeszélő költeménye: Poggfred

### Dráma
- Anton Csehov: Sirály (Чайка), dráma négy felvonásban; bemutató (Szentpétervár, október 17.) és megjelenés (a Russzkaja Miszl c. folyóirat decemberi számában)[1]
- Gerhart Hauptmann újromantikus drámája: Die versunkene Glocke (Az elmerült harang), bemutató decemberben
- Henrik Ibsen színműve: John Gabriel Borkman
- Alfred Jarry francia szerző: Übü király (Ubu roi), az abszurd dráma egyik előfutára (megjelenés és bemutató)

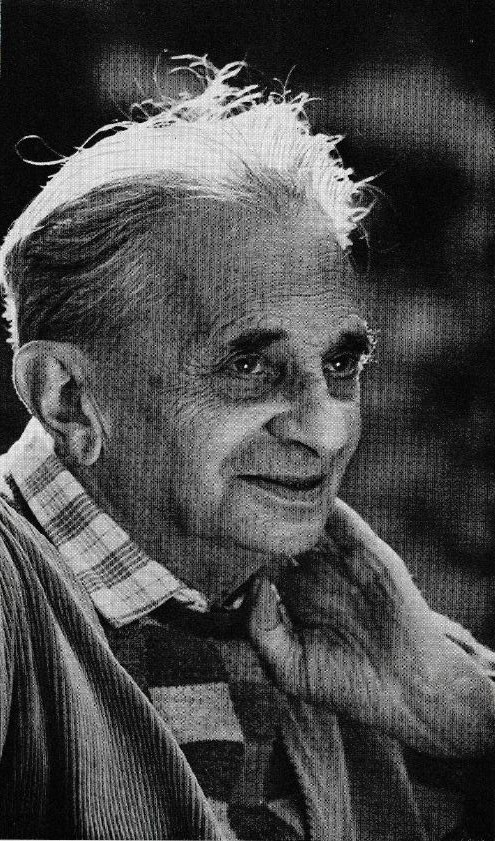
Lengyel József

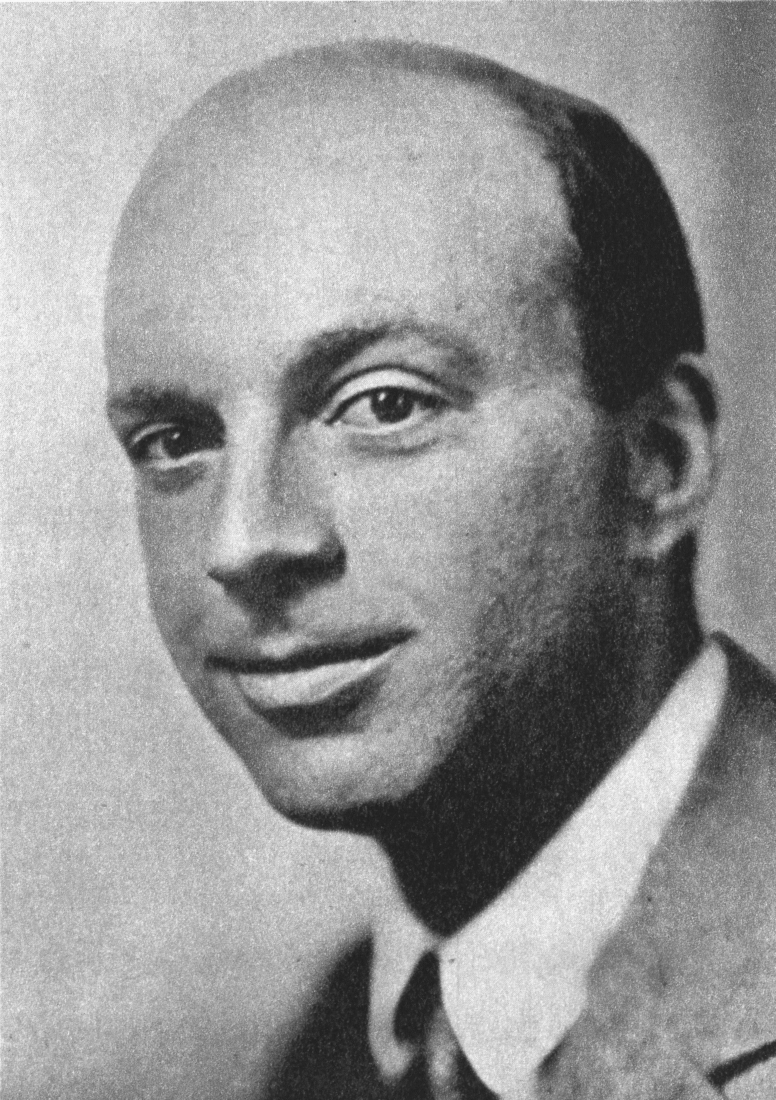
John Dos Passos

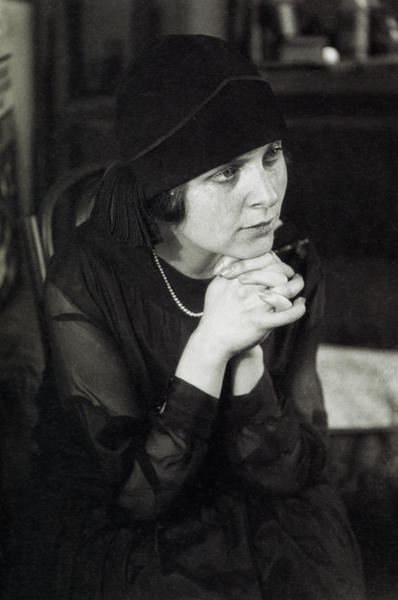
Elsa Triolet

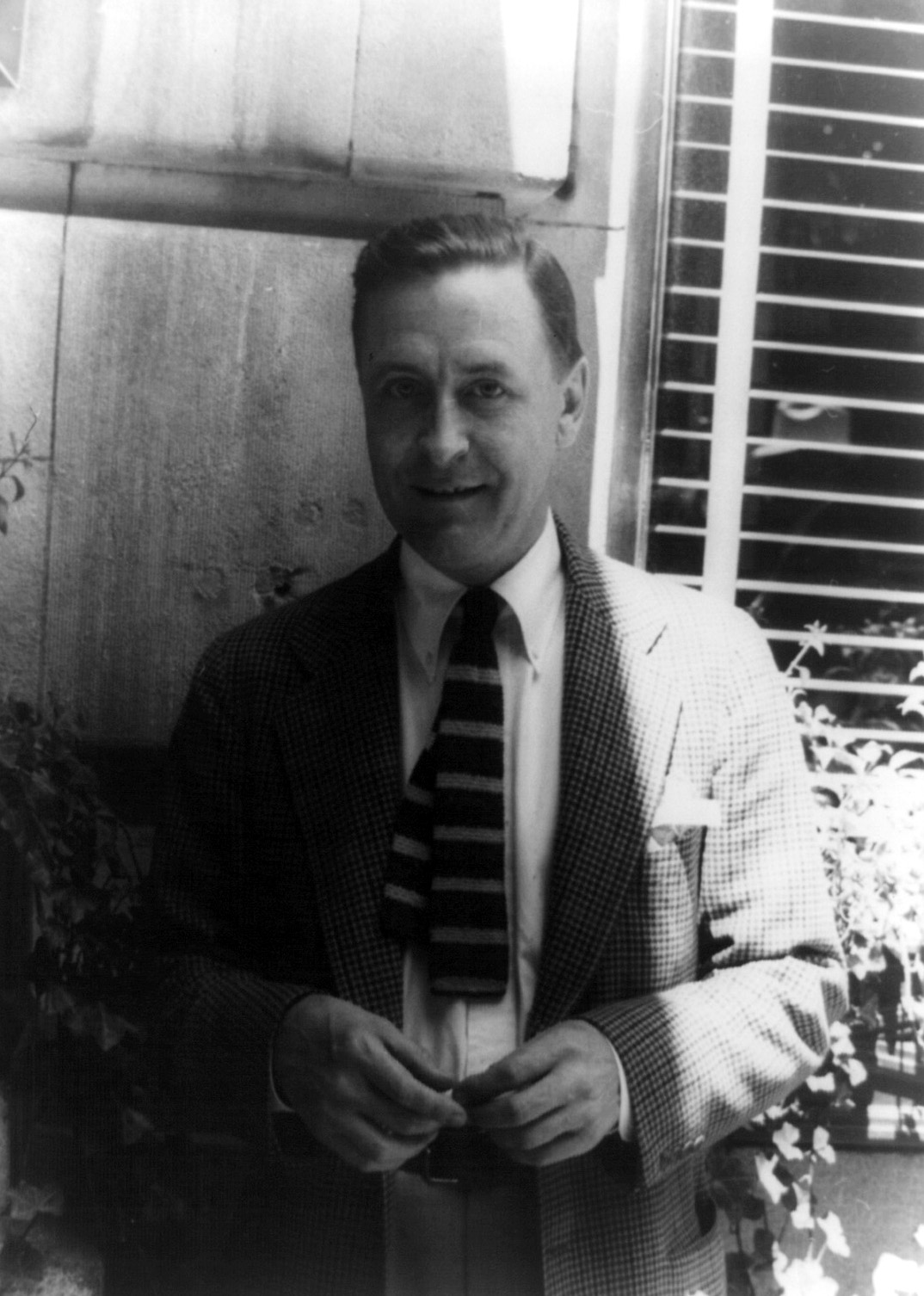
F. Scott Fitzgerald

### Magyar nyelven
- Herczeg Ferenc: Szabolcs házassága (regény)
- Mikszáth Kálmán regénye: Nagyságos Katánghy Menyhért képviselő úr viszontagságos élete, kalandjai, szerencsétlensége, szerencséje és művei
- Riedl Frigyes tanulmánya:  A magyar irodalom főirányai

## Születések
- január 12. – Josija Nobuko japán író, novellista, a modern japán irodalom egyik legsikeresebb írója († 1973)
- január 14. – John Dos Passos portugál származású amerikai író († 1970)
- február 2. – Gergely Sándor író, lapszerkesztő, 1945–1951 között a Magyar Írószövetség elnöke († 1966)
- február 18. – André Breton francia író, esztéta, a Szürrealizmus kiáltványa szerzője († 1966)
- április 16. – Tristan Tzara román és francia író, költő, esszéíró, a dadaista művészeti mozgalom egyik kezdeményezője († 1963)
- július 18. – A. J. Cronin skót író, beststeller regények szerzője († 1981)
- augusztus 4. – Lengyel József író, költő, műfordító († 1975)
- szeptember 4. – Antonin Artaud francia drámaíró, költő, színész és színházi rendező († 1948)
- szeptember 12. – Elsa Triolet orosz származású, francia író, Louis Aragon felesége († 1970)
- szeptember 24. – F. Scott Fitzgerald, az első világháború utáni évek egyik legjelesebb amerikai regény- és novellaírója († 1940)
- december 22. – Carl Zuckmayer német író, költő, drámaíró († 1977)
- december 23. – Giuseppe Tomasi di Lampedusa olasz író, A párduc című regényével lett  világhírű († 1957)

## Halálozások
- január 8. – Paul Verlaine francia parnasszista és szimbolista költő  (* 1844)
- július 1. – Harriet Beecher Stowe amerikai írónő, nevezetes regénye a Tamás bátya kunyhója (* 1811)
- július 16.  – Edmond de Goncourt francia író, Jules de Goncourt bátyja (* 1822)
- szeptember 23. – Ivar Aasen norvég nyelvtudós, költő (* 1813)
- november 1. – Degré Alajos íó, színműíró (* 1819)